# Astragalus poluninii
Astragalus poluninii är en ärtväxtart som beskrevs av Dieter Podlech. Astragalus poluninii ingår i släktet vedlar, och familjen ärtväxter. Inga underarter finns listade i Catalogue of Life.